# توماس لوگاندا
توماس لوگاندا (انگلیسی: Tomás Lecanda؛ زادهٔ ۲۹ ژانویهٔ ۲۰۰۲) بازیکن فوتبال اهل آرژانتین است.
وی همچنین در تیم‌های ملی فوتبال Argentina national under-17 football team و زیر ۲۰ سال آرژانتین بازی کرده‌است.